# Норрбакк, Уле
Ю́хан У́ле Но́ррбакк (швед. Johan Ole Norrback; род. 18 марта 1941, Övermark, Вааса) — финский политик и дипломат, председатель Шведской народной партии (1990—1998).

## Биография
Родился 18 марта 1941 года в Юлимаркку, на северо-западе Финляндии.
В 1965 году получил образование по специальности учителя начальной школы и с 1967 по 1971 год был омбудсменом Шведской народной партии в провинции Остроботния, а также с 1971 по 1989 год — омбудсменом регионального управления шведской Остроботнии.
В период 1979—1987 и 1991—1999 был депутатом Парламента Финляндии и председателем парламентской группы Шведской народной партии с 1983 по 1987 год. С 1990 по 1998 год возглавлял в качестве председателя Шведскую народную партию.
В 1987 году вошёл в состав правительства Финляндии в качестве министра обороны, а в 1990 году был назначен министром образования. Также с 1987 по 1991 год занимал должность министра сельского хозяйства.
В 1991 году назначен министром транспорта и коммуникаций Финляндии, а в 1995 году стал министром по делам Европы и внешней торговле.
С 1991 по 1999 год был министром по делам сотрудничества в Северном регионе.
С 1999 по 2003 год был Чрезвычайным и Полномочным послом Финляндии в Норвегии.
С 2003 по 2007 год был Чрезвычайным и Полномочным послом Финляндии в Греции.